# 人生の動かし方
『人生の動かし方』（じんせいのうごかしかた、原題: The Upside）は、2017年に公開されたアメリカ合衆国のコメディ映画である。監督はニール・バーガー、主演はブライアン・クランストンとケヴィン・ハートが務めた。本作は2011年に公開されたフランス映画『最強のふたり』をリメイクした作品である。
日本では、2019年4月19日からAmazonビデオでPrime Originalとして独占配信中。2019年12月20日からヒューマントラストシネマ有楽町ほかで『THE UPSIDE 最強のふたり』（ジ・アップサイド さいきょうのふたり）の邦題で全国で劇場公開された。

## 概略
資産家のフィリップ・ラカッセは四肢の麻痺を抱えており、介護者なしでは生活できない状態にあった。フィリップは気難しい性格であったため、雇われた介護者は早々に辞職してしまうありさまであった。新しい介護者を探していたフィリップの下に、デル・スコットという若者がやって来た。フィリップの周囲の人々はデルに前科があることに難色を示したが、フィリップは何を思ったのか彼を介護者として採用することにした。
人々は「また今回も長続きするまい」と思っており、デル自身も長くその職に就くつもりはなかった。ところが、フィリップとデルの間に奇妙な友情が芽生えたことから、事態は急転することになる。

## キャスト
- デル・スコット - ケヴィン・ハート
- フィリップ・ラカッセ - ブライアン・クランストン
- イヴォンヌ・ペンドルトン - ニコール・キッドマン
- マギー - ゴルシフテ・ファラハニ
- ラトリス - アヤ・ナオミ・キング（英語版）
- カーター - テイト・ドノヴァン
- アンソニー - ジャヒ・ディアロ・ウィンストン
- ジェニー - ジュヌヴィエーヴ・エンジェルソン（英語版）
- シャーロット - スザンヌ・サヴォイ（英語版）
- リリー - ジュリアナ・マルグリーズ

## 日本語吹替
| 役名                     | 俳優                             | 日本語吹替 | 日本語吹替                    |
| 役名                     | 俳優                             | 配信版 | ソフト版                      |
| ------------------------ | -------------------------------- | --- | ----------------------------- |
| デル・スコット           | ケヴィン・ハート                 | 佐藤せつじ | 市橋尚史                      |
| フィリップ・ラカッセ     | ブライアン・クランストン         | 菅生隆之 | 柴田秀勝                      |
| イヴォンヌ・ペンドルトン | ニコール・キッドマン             | 田中敦子 | 田中敦子                      |
| マギー                   | ゴルシフテ・ファラハニ           | 佐古真弓 | 吉岡香織                      |
| ラトリス                 | アヤ・ナオミ・キング             | 鹿野真央 | 紫苑雪                        |
| カーター                 | テイト・ドノヴァン               | 清水明彦 | 渡辺賢                        |
| アンソニー               | ジャヒ・ディアロ・ウィンストン   | 山藤桃子 | 岩佐夏芽                      |
| ジェニー                 | ジュヌヴィエーヴ・エンジェルソン | | 伊藤可南子                    |
| シャーロット             | スザンヌ・サヴォイ               | 山像かおり | 保坂ことこ                    |
| リリー                   | ジュリアナ・マルグリーズ         | 野沢由香里 | 岩松泉                        |
| ジャック                 | マイケル・クインラン             | | 児玉孝徳                      |
| エイモン                 | ジェイソン・ボーエン             | | 横田和輝                      |
| 求職者                   |                                  | | 吉富勇矢                      |
| コンシェルジュ           |                                  | | 八鳥浩一                      |
| その他                   | N/A                              | 内田紳一郎 山口協佳 樋山雄作 勝平ともこ 桜岡あつこ 豊田茂 真木駿一 長谷川敦央 山本満太 近内仁子 酒元信行 清水優譲 高梨愛 伊藤竜次 本多新也 石川ひとみ アナンド雪 窪塚俊介 |                               |
|                          |                                  | |                               |
| 演出                     |                                  | 藤本直樹 | 柴田勝俊                      |
| 翻訳                     |                                  | 亀井玲子 | 赤坂純子                      |
| 録音・調整               |                                  | 武田将仁 | 稲垣聡 （東洋レコーディング） |
| 録音スタジオ             |                                  | ACスタジオ |                               |
| 制作                     |                                  | ACスタジオ | チャンスイン                  |

## 製作
2011年7月、ワインスタイン・カンパニーは『最強のふたり』の全米配給権を獲得したが、その際に同作を英語でリメイクする権利も獲得した。2012年6月、ポール・フェイグが監督に起用され、コリン・ファースにフィリップ役のオファーが出ていると報じられた。2013年3月、降板したフェイグの後任として、トム・シャドヤックにオファーが出ており、製作チームがクリス・タッカーの起用を検討しているとの報道があった。2014年10月、ケヴィン・ハートの出演が決まった。2016年3月、降板したファースの代わりにブライアン・クランストンが起用され、サイモン・カーティスが監督を務めることになったとの報道があった。8月、カーティスが降板することになり、ニール・バーガーが代わりに起用されたと報じられた。その際、ポール・フェイグが執筆した脚本ではなく、ジョン・ハートメアが執筆した脚本が使用されるとも報じられた。
2017年1月、ジュヌヴィエーヴ・エンジェルソンとニコール・キッドマン、アマラ・カランの出演が決まった。2月、アヤ・ナオミ・キングとジュリアナ・マルグリーズがキャスト入りした。8月2日、本作のタイトルが『The Untouchables』から『The Upside』に変更されるとの発表があった。

## 公開・興行収入
2017年9月9日、本作は第42回トロント国際映画祭でプレミア上映された。10月、ハーヴェイ・ワインスタインから性的暴行を受けたという主旨の告発が相次いだ。それがきっかけで、ワインスタイン・カンパニーは経営危機に陥り、2018年3月9日に全米公開される予定だった本作を公開スケジュールから引き上げた。3月、ワインスタイン・カンパニーを買収したランターン・エンターテインメントはSTXエンターテインメントと共同で本作を配給すると発表した。
本作は『レプリカズ』及び『ベラのワンダフル・ホーム』と同じ週に封切られ、公開初週末に1100万ドル前後を稼ぎ出すと予想されていたが、実際の数字はそれを大きく上回るものとなった。2019年1月11日、本作は全米3080館で公開され、公開初週末に2035万ドルを稼ぎ出し、週末興行収入ランキング初登場1位となった。

## 評価
本作に対する批評家の評価は伸び悩んでいる。映画批評集積サイトのRotten Tomatoesには117件のレビューがあり、批評家支持率は39%、平均点は10点満点で5.3点となっている。サイト側による批評家の見解の要約は「説教臭や計算臭がする上に、陳腐な表現が多くてイライラさせる作品である。『人生の動かし方』にはブライアン・クランストンとケヴィン・ハートのケミストリーが存在するが、それを十分に活かせていない。」となっている。また、Metacriticには31件のレビューがあり、加重平均値は44/100となっている。なお、本作のCinemaScoreはAとなっている。